# Steglitsan
Steglitsan (originaltitel: The Goldfinch) är en roman från 2013 av Donna Tartt. Romanen är Donna Tartts tredje, efter debutromanen Den hemliga historien från 1992 och Den lille vännen från 2002. Steglitsan belönades med Pulitzerpriset för skönlitteratur 2014.

## Handling
En ung pojke i New York, Theo Decker, överlever mirakulöst en olycka som dock tar hans mammas liv. Ensam och sviken av sin pappa flyttar han in hos en väns familj; inom sig kämpar han med att finna mening i sitt nya liv. Under åren som följer blir han uppslukad av en av de få saker som påminner honom om hans mamma: en liten, mystiskt fascinerande målning. Denna målning drar till slut in Theo i konstens kriminella baksida.

## Film
Boken filmatiserades 2019, med bland andra Nicole Kidman och Ansel Elgort som Theo i rollerna.